# Kōta Kuwabara
Kōta Kuwabara (japanisch 桑原 晃大 Kuwabara Kōta; * 15. Juli 2004) ist ein japanischer Fußballspieler.

## Karriere
Kōta Kuwabara spielt zurzeit in der Jugendmannschaft des JEF United Ichihara Chiba. Die erste Mannschaft des Vereins spielt in der zweiten japanischen Liga. Als Jugendspieler kam er in der Saison 2022 zweimal in der zweiten Liga zum Einsatz. Sein Zweitligadebüt gab Kōta Kuwabara am 17. August 2022 (28. Spieltag) im Heimspiel gegen Ventforet Kofu. Bei dem 0:0-Unentschieden wurde er in der 90. Minute für den verletzten Shōgo Sasaki eingewechselt.